# Docalidia rutra
Docalidia rutra är en insektsart som beskrevs av Nielson 1979. Docalidia rutra ingår i släktet Docalidia och familjen dvärgstritar. Inga underarter finns listade i Catalogue of Life.